# Som, Luzes e Terror
Som, Luzes e Terror é o primeiro EP da banda baiana Vivendo do Ócio. O EP foi lançado no fim de 2013 e contém 5 faixas. Essas 5 faixas são, na verdade, restos de músicas que não entraram em Nem Sempre tão Normal e nem  n'O Pensamento É um Ímã. O EP, assim como seus álbuns anteriores, foi bem recebido pela crítica e pelo público.

## Faixas[2]
1. "Ócio Não É Negócio"
2. "Som, Luzes e Terror"
3. "Seu Lar, Sua Prisão"
4. "Não Se Perca"
5. "Psicose"